# Libanons parlament
Libanons parlament (arabiska مجلس النواب اللبناني, Majlis an-Nuwwab) är det lagstiftande organet i Libanon. Det består av 128 representanter som väljs vart fjärde år. Det senaste valet hölls den 6 maj 2018.

## Maktdelning
Sedan kolonialtider, först under osmanska riket och sedan Frankrike, har den politiska makten i Libanon indelats mellan olika religiösa grupper. Systemet togs över av det självständiga Libanon 1943..

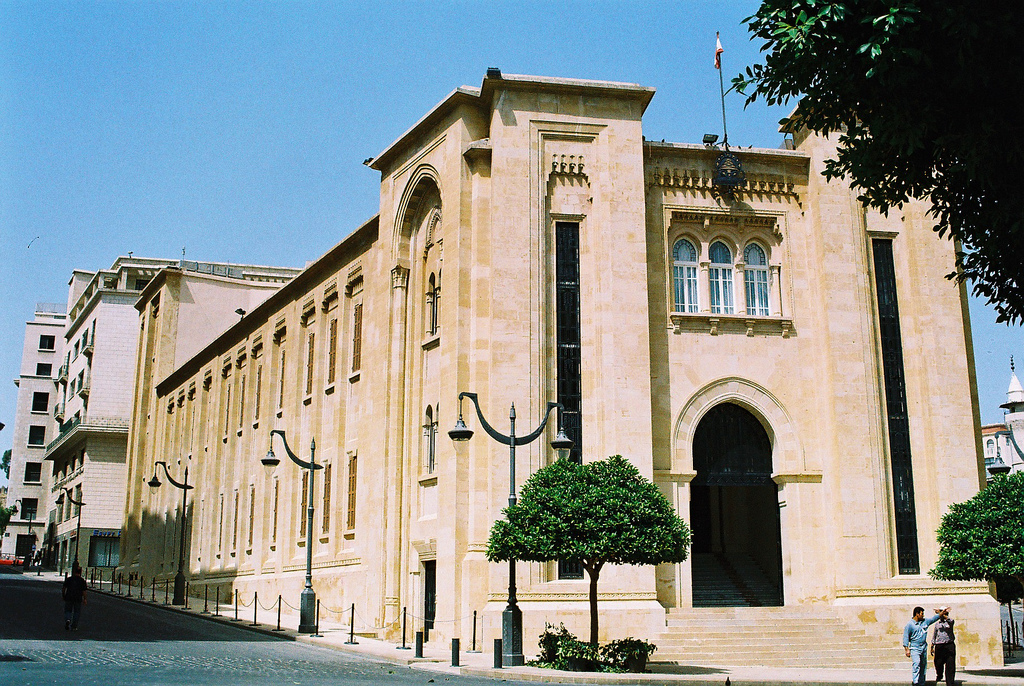
Parlamentsbyggnad i Beirut.

Enligt Libanons grundlag är makten fortfarande delad, vilket betyder att presidenten, som väljs av parlamentet, ska vara en maronitisk kristen, premiärminister sunnimuslim och parlamentets talman shiamuslim. I parlamentet finns ett kvoterat antal platser för olika religiösa grupper: kristna, muslimer och druser.